# Гірняк Юліан Йосипович
Юліа́н Гірня́к (8 вересня 1881, Струсів — 5 червня 1970, м. Пассейк, штат Нью-Джерсі) — український вчений у галузі хімії та фізики, громадський діяч, публіцист. Дійсний член НТШ.

## Біографія
Учень Івана Пулюя, Юліан Гірняк, народився 8 вересня 1881 року в містечку Струсів (нині село Теребовлянського району). Початкову освіту здобув у рідному селі й у 1893 році вступив до Станіславської гімназії.
У 1901 році вступив до Львівського політехнічного інституту і одночасно навчався і у Львівському університеті, де протягом чотирьох років вивчав фізику і хімію. Здібного студента зауважив І. Пулюй і запросив у свою лабораторію до Праги, де він здійснив цікаві дослідження з теплопровідності цукру у водному розчині, що дозволило йому в 1905 році захистити докторську дисертацію у Львові.
З 1905 року працював викладачем у гімназіях Станіславова. В 1912 р. продовжував навчання в Лейпцизькому фізико-хімічному інституті, після чого повернувся до Львова, де працював учителем в українській гімназії. Коли в 1918 р. у Кам'янці-Подільському був відкритий Український державний університет, Ю. Гірняка запрошують сюди на викладацьку роботу, але після його закриття повернувся до Львова, де взяв активну участь у відкритті Українського таємного університету, в якому викладав фізику на кафедрі дослідницької фізики.
У 1939 р. отримав призначення на посаду доцента кафедри фізичної та колоїдної хімії Львівського політехнічного інституту.
Викладацьку роботу поєднував з науковою діяльністю, регулярно друкував результати своїх наукових досліджень на сторінках «Збірника математично-природописно-лікарської секції НТШ». Написав підручник з хімії.
У 1941 р. емігрував в США і продовжував там плідно працювати до останніх днів свого життя.
Помер 5 червня 1970 року в м. Пассейк, шт. Нью-Джерсі.